# Lista de digressões de Slipknot
Os Slipknot fizeram várias digressões desde a sua formação em 1995.

## Turnês
| Turnê                            | Data de início      | Data de término        |
| Livin La Vida Loco Tour          | 31 de julho de 1999 | 8 de dezembro de 1999  |
| World Iowa Tour                  | 9 de maio de 2001   | 29 de agosto de 2002   |
| The Subliminal Verses World Tour | 30 de março de 2005 | 15 de novembro de 2005 |
| All Hope Is Gone World Tour      | 9 de julho de 2008  | 31 de outubro de 2009  |

### Outras turnês
| Turnê               | Data de início      | Data de término      |
| Memorial World Tour | 17 de junho de 2011 | 12 de agosto de 2012 |